# دم طلا (حومة لنجة)
دم طلا (بالفارسية: دم طلا) هي قرية تقع في إيران في مهران. يقدر عدد سكانها بـ 21 نسمة .